# سیستم زهکشی پایدار

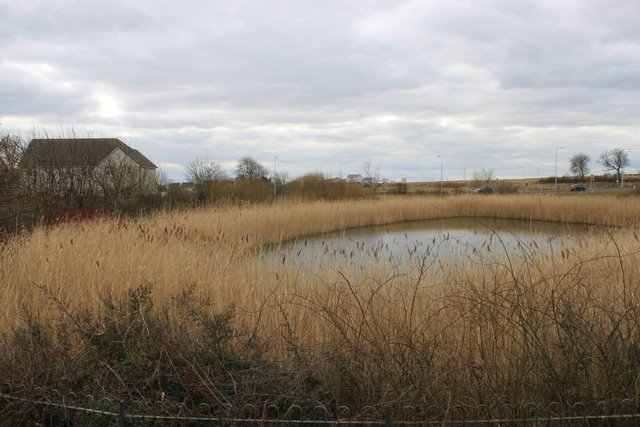
برکه‌های نگهداری مانند این برکه در دانفرملاین، اسکاتلند، اجزای یک سیستم زهکشی پایدار محسوب می‌شوند.

سیستم‌های زهکشی پایدار (همچنین با نام‌های SuDS , SUDS , یا سیستم‌های زهکشی شهری پایدار شناخته می‌شوند) مجموعه‌ای از شیوه‌های مدیریت آب هستند که هدف آنها همسو کردن سیستم‌های زهکشی مدرن با فرآیندهای طبیعی آب است و بخشی از یک استراتژی بزرگتر زیرساخت سبز هستند. تلاش‌های SuDS سیستم‌های زهکشی شهری را با اجزای چرخه آب طبیعی مانند سرریزهای موج طوفان، نفوذ خاک و تصفیه زیستی سازگارتر می‌کند. این تلاش‌ها امیدوارند که تأثیر توسعه انسانی بر چرخه طبیعی آب، به ویژه رواناب‌های سطحی و روند آلودگی آب، را کاهش دهند.
سیستم‌های دفع فاضلاب شهری (SuDS) در دهه‌های اخیر با افزایش درک چگونگی تأثیر توسعه شهری بر محیط‌های طبیعی و همچنین نگرانی در مورد تغییرات اقلیمی و پایداری، محبوبیت پیدا کرده‌اند. سیستم‌های زهکشی شهری (SuDS) اغلب از اجزای ساخته‌شده‌ای استفاده می‌کنند که از ویژگی‌های طبیعی تقلید می‌کنند تا سیستم‌های زهکشی شهری را با سیستم‌های زهکشی طبیعی یا یک سایت، تا حد امکان کارآمد و سریع ادغام کنند. زیرساخت‌های SUDS به بخش بزرگی از پروژه نمایشی شهرهای آبی-سبز در نیوکاسل آپون تاین تبدیل شده است.

## تاریخچه سیستم‌های زهکشی
سیستم‌های زهکشی در شهرهای باستانی با قدمت بیش از ۵۰۰۰ سال، از جمله تمدن‌های مینوسی، سند، پارسی و بین‌النهرین یافت شده‌اند. این سیستم‌های زهکشی عمدتاً بر کاهش مزاحمت‌های ناشی از سیل‌های موضعی و فاضلاب متمرکز بودند. سیستم‌های ابتدایی ساخته شده از کانال‌های آجری یا سنگی، قرن‌ها فناوری‌های زهکشی شهری را تشکیل می‌دادند. شهرهای روم باستان همچنین از سیستم‌های زهکشی برای محافظت از مناطق کم‌ارتفاع در برابر بارندگی بیش از حد استفاده می‌کردند. هنگامی که سازندگان شروع به ساخت قنات‌ها برای وارد کردن آب شیرین به شهرها کردند، سیستم‌های زهکشی شهری برای اولین بار به عنوان یک چرخه آب شهری یکپارچه در زیرساخت‌های تأمین آب ادغام شدند.

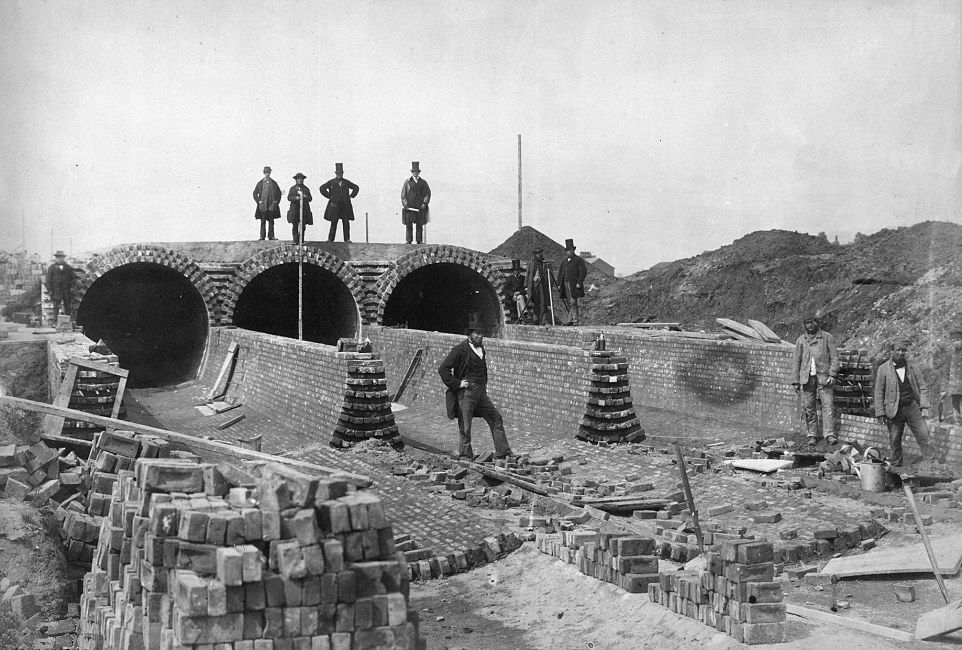
سیستم فاضلاب ترکیبی بازالگت در حال ساخت در سال ۱۸۶۰، لندن

سیستم‌های زهکشی مدرن تا قرن نوزدهم در اروپای غربی ظاهر نشدند، اگرچه بیشتر این سیستم‌ها در درجه اول برای مقابله با مشکلات فاضلاب ناشی از شهرنشینی سریع ساخته شده بودند. یکی از این نمونه‌ها، سیستم فاضلاب لندن است که برای مقابله با آلودگی گسترده رودخانه تیمز ساخته شد. در آن زمان، رودخانه تیمز جزء اصلی سیستم زهکشی لندن بود و فضولات انسانی در آب‌های مجاور مرکز شهری پرجمعیت متمرکز می‌شدند. در نتیجه، چندین بیماری همه‌گیر ساکنان لندن و حتی اعضای پارلمان را گرفتار کرد، از جمله رویدادهایی که به عنوان شیوع وبا در خیابان براد در سال ۱۸۵۴ و بوی بد بزرگ در سال ۱۸۵۸ شناخته می‌شوند. نگرانی در مورد سلامت عمومی و کیفیت زندگی، ابتکارات متعددی را به دنبال داشت که در نهایت منجر به ایجاد سیستم فاضلاب مدرن لندن با طراحی جوزف بازالگت شد. این سیستم جدید صراحتاً با هدف اطمینان از هدایت هرچه بیشتر فاضلاب به دور از منابع تأمین آب طراحی شده بود تا خطر عوامل بیماری‌زای منتقله از طریق آب کاهش یابد. از آن زمان، اکثر سیستم‌های زهکشی شهری اهداف مشابهی را برای جلوگیری از بحران‌های بهداشت عمومی دنبال کرده‌اند.
در دهه‌های گذشته، با توجه به اینکه تغییرات اقلیمی و سیل شهری به‌طور فزاینده‌ای به چالش‌های فوری تبدیل شده‌اند، سیستم‌های زهکشی که به‌طور خاص برای پایداری زیست‌محیطی طراحی شده‌اند، هم در دانشگاه و هم در عمل محبوبیت بیشتری پیدا کرده‌اند. اولین سیستم زهکشی پایدار که از یک سیستم مدیریتی کامل شامل کنترل منبع در بریتانیا استفاده کرد، ایستگاه بزرگراه خدمات آکسفورد بود که توسط متخصصان، طراحی شده بود در ابتدا اصطلاح SUDS رویکرد بریتانیا به سیستم‌های زهکشی شهری پایدار را توصیف می‌کرد. این تحولات لزوماً در مناطق «شهری» نیستند، و بنابراین بخش «شهری» SuDS اکنون معمولاً برای کاهش سردرگمی حذف می‌شود. کشورهای دیگر نیز رویکردهای مشابهی را با استفاده از اصطلاحات متفاوتی مانند بهترین شیوه مدیریت (BMP) و توسعه کم اثر در ایالات متحده، طراحی شهری حساس به آب (WSUD) در استرالیا، طراحی و توسعه شهری کم اثر (LIUDD) در نیوزیلند، و مدیریت جامع حوضه رودخانه شهری در ژاپن، در پیش گرفته‌اند.
گزارش قطعی شورای تحقیقات ملی در مورد مدیریت آب‌های سطحی شهری توضیح داد که سیستم‌های زهکشی شهری پس از جنگ جهانی دوم در ایالات متحده آغاز شد. این سازه‌ها بر اساس حوضچه‌های جمع‌آوری آب ساده و لوله‌هایی برای انتقال آب به خارج از شهرها ساخته شده بودند. مدیریت آب‌های سطحی شهری در دهه ۱۹۷۰، زمانی که معماران منظر بیشتر بر توسعه کم‌اثر تمرکز کردند و شروع به استفاده از شیوه‌هایی مانند کانال‌های نفوذ کردند، شروع به تکامل بیشتری کرد. به موازات این زمان، دانشمندان نگران سایر خطرات ناشی از آب‌های سطحی پیرامون آلودگی شدند. مطالعاتی مانند برنامه ملی رواناب شهری نشان داد که رواناب شهری حاوی آلاینده‌هایی مانند فلزات سنگین، رسوبات و عوامل بیماری‌زا است که آب می‌تواند همه آنها را هنگام جاری شدن از سطوح نفوذناپذیر جذب کند. در آغاز قرن بیست و یکم بود که زیرساخت‌های جمع‌آوری آب‌های سطحی برای نفوذ رواناب به نزدیکی منبع، رواج پیدا کرد. این تقریباً همزمان با ابداع اصطلاح زیرساخت سبز بود.

### تالاب‌ها
تالاب‌های مصنوعی را می‌توان در مناطقی ساخت که حجم زیادی از آب‌های سطحی یا رواناب‌های سطحی را مشاهده می‌کنند. تالاب‌هایی که برای شبیه‌سازی باتلاق‌های کم‌عمق و به عنوان BMP ساخته شده‌اند، آب را در مقیاس‌هایی بزرگتر از بیووال‌ها یا باغ‌های بارانی جمع‌آوری و فیلتر می‌کنند. برخلاف تالاب‌های زیستی، تالاب‌های مصنوعی به گونه‌ای طراحی شده‌اند که فرآیندهای تالاب‌های طبیعی را تکرار کنند، برخلاف داشتن یک مکانیسم مهندسی‌شده در تالاب مصنوعی. به همین دلیل، اکولوژی تالاب (اجزای خاک، آب، پوشش گیاهی، میکروب‌ها، فرآیندهای نور خورشید و غیره) به سیستم اصلی حذف آلاینده‌ها تبدیل می‌شود. آب در یک تالاب مصنوعی در مقایسه با سیستم‌هایی با اجزای مکانیزه یا مهندسی‌شده، تمایل دارد به آرامی فیلتر شود.
تالاب‌ها می‌توانند برای متمرکز کردن حجم زیادی از رواناب از مناطق شهری و محلات مورد استفاده قرار گیرند. در سال ۲۰۱۲، پارک تالاب‌های جنوب لس‌آنجلس در یک منطقه پرجمعیت درون‌شهری به عنوان بازسازی یک ایستگاه اتوبوس سابق متروی لس‌آنجلس ساخته شد. این پارک به گونه‌ای طراحی شده است که رواناب سطوح اطراف و همچنین سرریز آب‌های سطحی ناشی از طوفان از سیستم زهکشی فعلی شهر را جمع‌آوری کند.
- ذخیره و بازیابی آبخوان
- سقف آبی
- فرانسوی درین
- حوضچه نگهداری
- شهر پایدار
- رواناب شهری